# Farol de Belém
O Farol de Belém é um moderno farol brasileiro localizado no parque ambiental Mangal das Garças na Cidade Velha, o bairro mais antigo de Belém do Pará, capital do estado do Pará. Fica na baía de Guajará, na confluência dos rios Guamá e Acará.
É uma torre mirante quadrangular de concreto, com quatro pernas e uma grande coluna central também quadrangular. Possui duas plataformas de observação, e 47 metros de altura.
Emite um relâmpago branco a cada vinte segundos, com um alcance de 15 milhas náuticas.